# سد شینشان
سد شینشان (به لاتین: Xinshan Dam) یک مخزن سد در تایوان است که در Anle District واقع شده‌است.